# 韩国自由主义
韓國自由主義（：／ Jayujuui），目前主要與執政黨共同民主黨有關。共同民主黨是一個“中間自由主義”政黨，有時被認為是中左翼政黨。
韓國自由派內部有各種政治立場，但他們在外交中往往最為常見的有：促進與朝鮮和中國的和諧、對日本的历史正義，以及盡可能不受包括華盛頓在內的大國干涉的自治。
由於美國保守派支持減少盟國對美國的依賴而美國自由派反之，韩国自由派倾向支持保守派的當勞·特朗普而不是自由派的祖·拜登当选美国总统。
韩国自由主义与韩国保守主义相对。

## 媒体
韩国两大进步派报业包括韩民族日报和京乡新闻。